# Lubriano
Lubriano är en ort och kommun i provinsen Viterbo i regionen Lazio i Italien. Kommunen hade 895 invånare (2018).